# 2-Oxoquazepam
Il 2-oxoquazepam (Sch 15725) è uno psicofarmaco appartenente alla categoria delle benzodiazepine ed è uno dei principali metaboliti attivi del quazepam (Doral).